# ファリンドン駅
ファリンドン駅 (ファリンドンえき、英語: Farringdon station) は、イギリスのロンドン都心部にある鉄道駅で、ロンドン地下鉄の駅およびナショナル・レールの列車が発着する駅である。
シティ・オブ・ロンドンのすぐ北、イズリントン区のクラーケンウェルにある。
この駅は世界初の地下鉄の最初の開業区間の東側の終点の駅として名高い。

## 概要

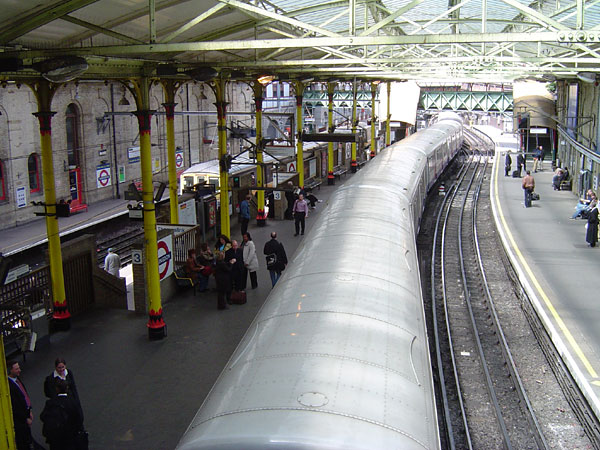
中央の車両が走る線路とその右側の2本の線路が地下鉄のホーム。左側に隣接してテムズリンクのホームがあり、ナショナル・レールの列車が写っている

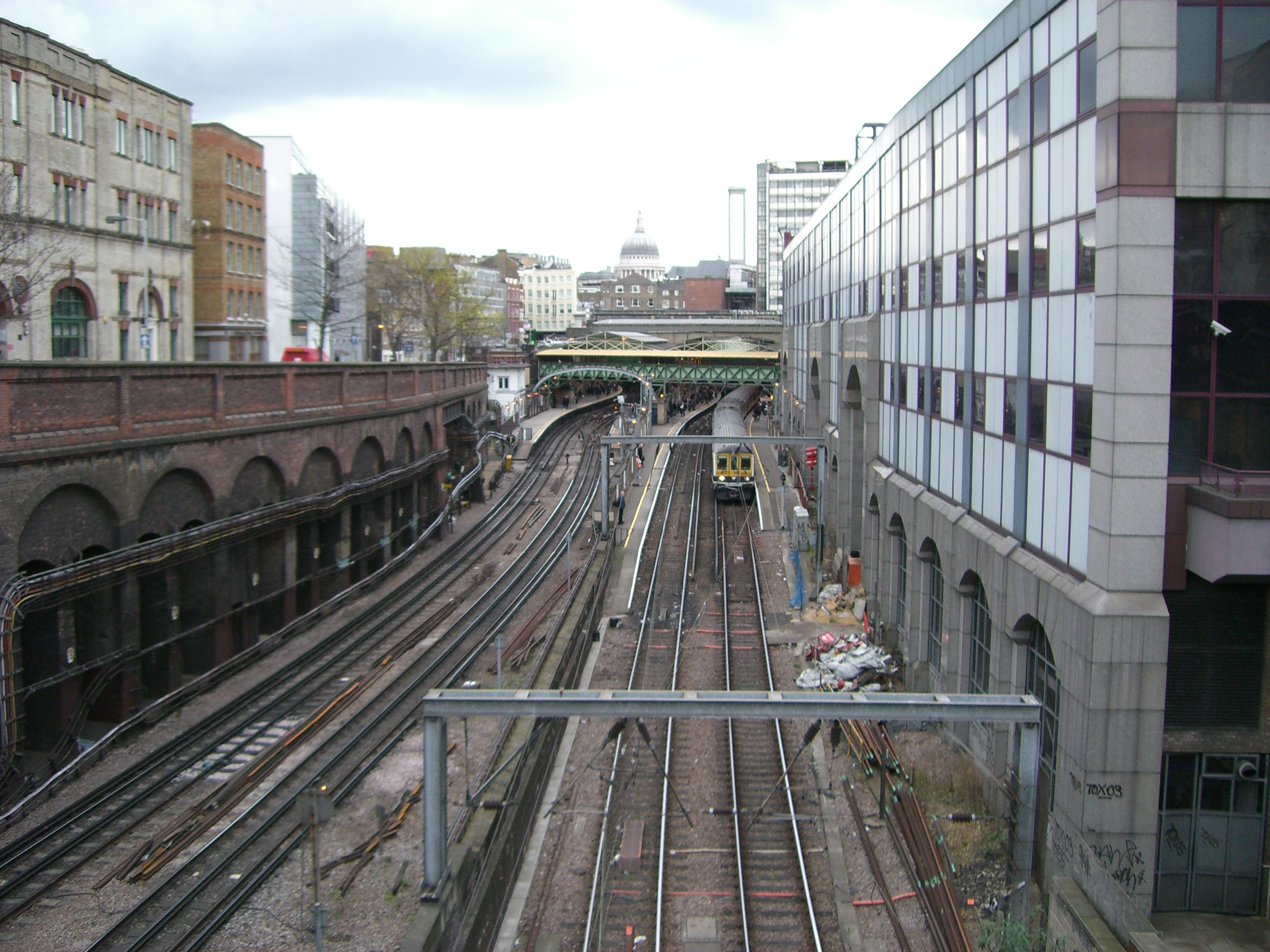
駅よりも北側から駅を見る。地下鉄とテムズリンクは同じ掘割の中を並走する。

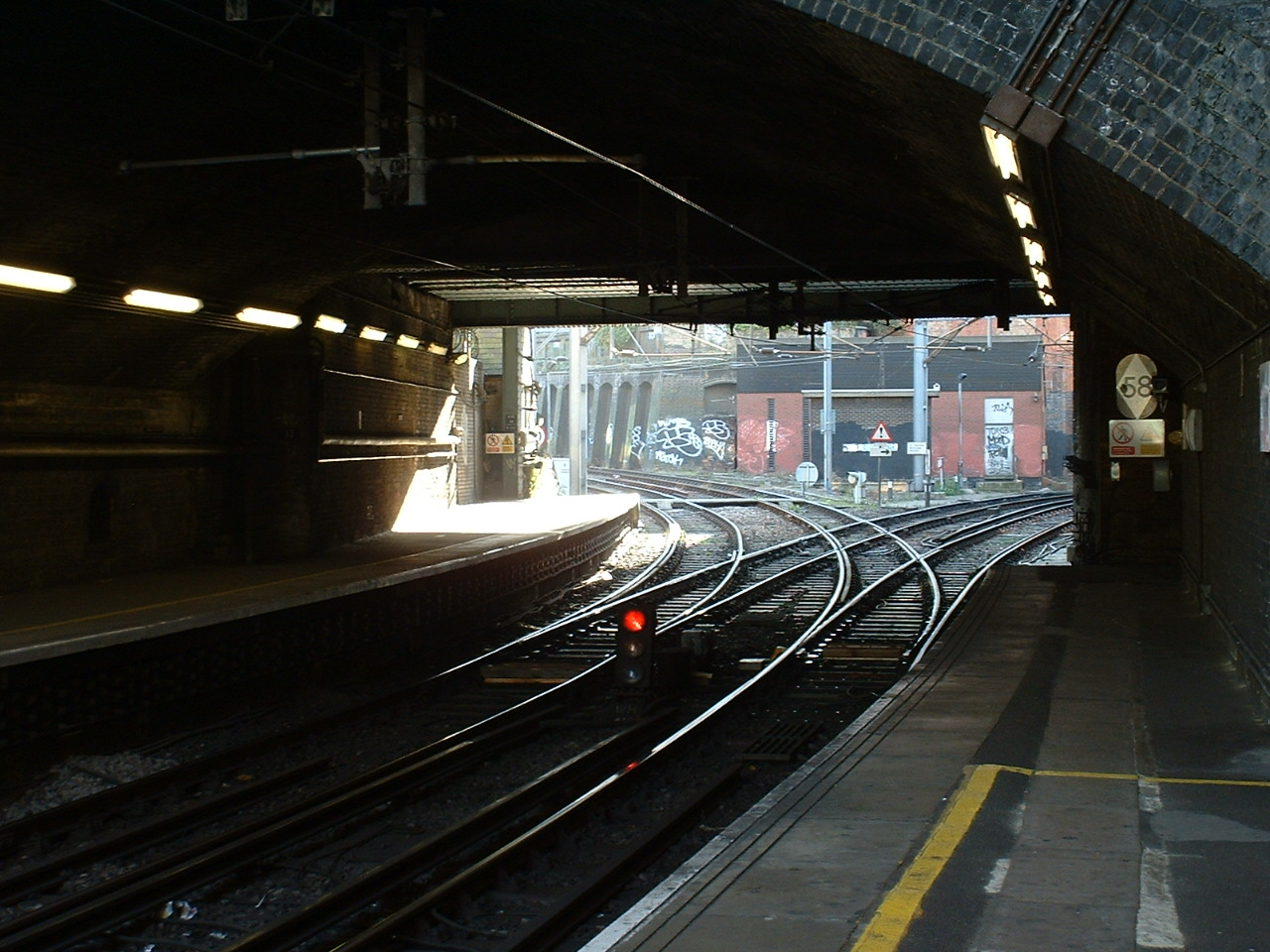
テムズリンクのホームの南端。ホームにすぐ接するように分岐点がある。左に進むのがムーアゲート支線。

4面4線の掘割駅で、ロンドン地下鉄のホームとナショナル・レールのホームはそれぞれ相対式ホーム2面2線を有し、隣接している。
ロンドン地下鉄の駅はメトロポリタン線、ハマースミス&シティー線、サークル線が線路を共有しており、それぞれの列車が同じホームに発着する。
ナショナル・レールの駅はテムズリンク・ネットワークの中心部にあり、列車はゴヴィア・テムズリンク・レールウェイによって「テムズリンク」ブランドで運行されている。なお、2009年まではテムズリンクの線路はこの駅のすぐ南側で、現在も運行されている南方向のシティ・テムズリンク駅を経由してブライトン方面へ進む線路と、南東方向に地下鉄に平行してムーアゲート駅まで伸びるムーアゲート支線の二手に分岐していた。
ファリンドン駅はロンドン交通局のトラベルカード・ゾーン1にある。

## 歴史
この駅は1863年1月9日に、世界初の地下鉄路線であるメトロポリタン鉄道の初期区間の東の終点として開業した。この駅は最初の名称は「ファリンドン・ストリート (Farringdon Street) 」というもので、当時は現在の駅舎から少し離れた場所にあった。この路線はファリンドン駅からパディントン駅まで、4マイル (6km) の距離を走った。
1865年12月23日、メトロポリタン鉄道がムーアゲート駅へ延伸した際に駅の移動が行われた。
1922年1月26日、駅は「ファリンドン・アンド・ハイ・ホルボーン (Farringdon and High Holborn) 駅」へ改称し、1936年4月21日に現在の名称になった。
ファリンドン駅からキングス・クロス駅までの路線は、1812年までは地表にあったが現在は暗渠化されているフリート川に沿って走る。駅舎は非常に珍しいことに、20世紀初頭のロンドン地下鉄の建築がよく残されており、駅舎はかつての標識（駅舎正面には「Farringdon and High Holborn」の名がある - トップ画像の駅舎上部を参照）および外壁に残された「小荷物取扱所 (Parcel Office) 」の標識などのメトロポリタン鉄道の本線会社のような野望の他の徴候 (other indications of the Metropolitan Railway's ambitions to be like the main line companies) を未だ有する。

## 将来の計画
この駅はラッシュ時には非常に混雑し、抜本的な拡張が必要とされている。「テムズリンク2000計画 (Thameslink 2000 project) 」の一部として数年をかけて駅の旅客収容能力を増やす計画があったが、まだ結実に至ってはいない。もし、計画されているクロスレール1号線がここまで来た際には、本質的な改良工事が必要となるだろう。
クロスレール1計画 (Crossrail 1 project) が進展した際には、この駅はロンドン都心部でも最も重要な交通乗換駅のひとつとなるだろう。現在の計画によれば、クロスレールの駅はファリンドン・ロード (Farringdon Road) とチャーターハウス・スクエアの間、既存のチケット・ホールの南に置かれる。ファリンドン駅のチケット・ホール (The Farringdon ticket hall) はファリンドン・ロードとカウクロス・ストリート (Cowcross Street)の交差点に位置する。この現在のおよび新しい駅の間のこのエリアは歩行者通路化 (pedestrianised) が計画されている。また、バービカン駅との乗り換えのため、新たなチケット・ホールが設けられる予定である。
クロスレール建設の権限はまだ議決されていないが、2008年には立法されると見込まれている。完成は2017年以降と見込まれている。

## 二重の電源供給

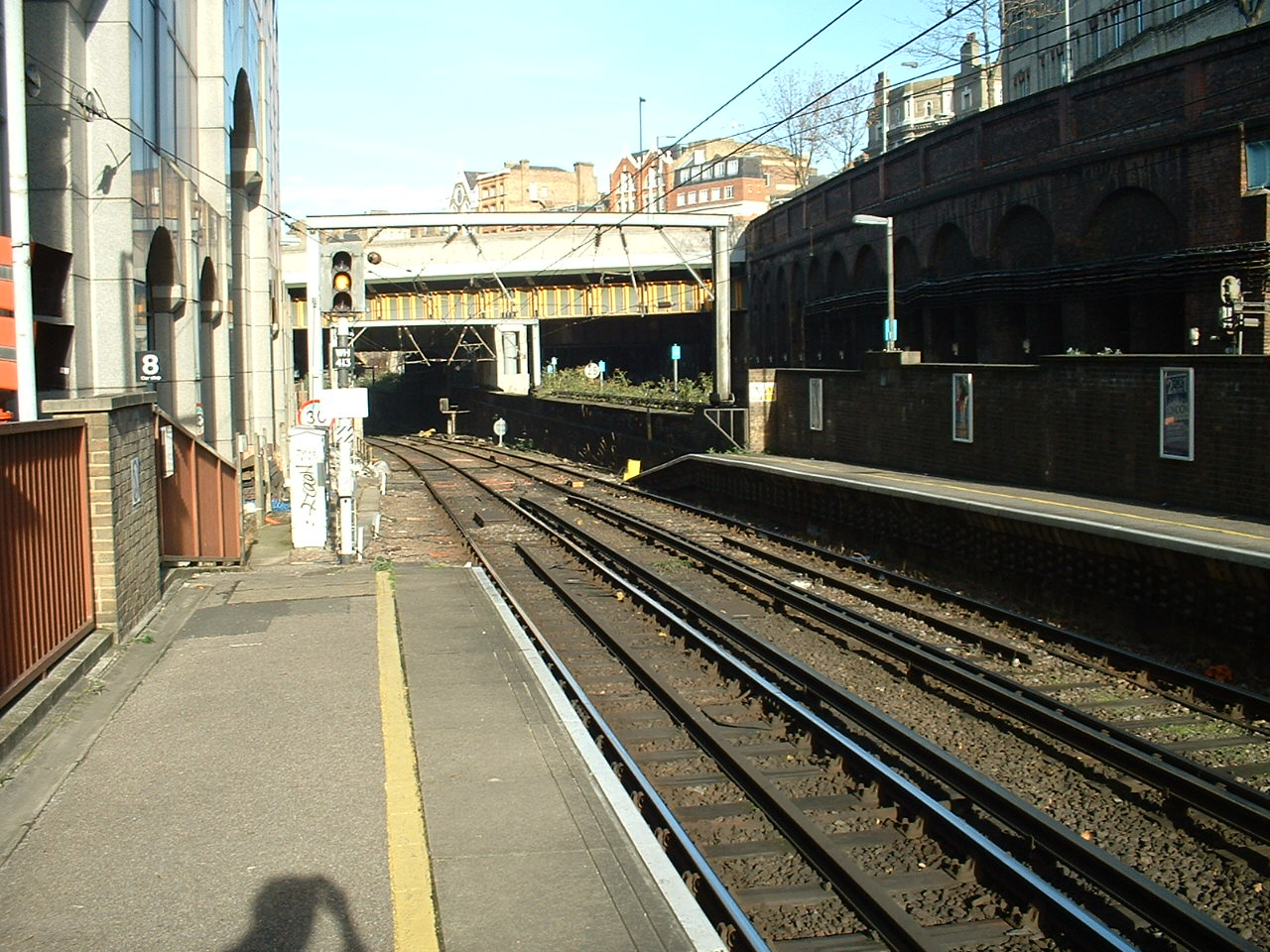
テムズリンクのホームの北端。架線と第三軌条の両方があり、このホーム北端で第三軌条が終了する。

テムズリンクの列車は当駅にて、ロンドンの北側で使用されている交流2万5千ボルト架空電車線方式と、南側で使用されている750ボルト直流第三軌条方式との切り替えを行う。
ロンドン地下鉄の列車は直流630ボルト第四軌条方式を使用する。

## 近隣の名所
- クラーケンウェル（英語版）
- スミスフィールド
- バービガン・エステイト（英語版）
- フィンズベリー・エステイト（英語版）
- ホルボーン
- オールド・ストリート（英語版）
- ショーディッチ

## 隣の駅

### 現在
ロンドン交通局
ロンドン地下鉄
■サークル線
キングス・クロス・セント・パンクラス駅 - ファリンドン駅 - バービカン駅
■ハマースミス&シティー線
キングス・クロス・セント・パンクラス駅 - ファリンドン駅 - バービカン駅
■メトロポリタン線
キングス・クロス・セント・パンクラス駅 - ファリンドン駅 - バービカン駅
ナショナル・レール
■テムズリンク（ゴヴィア・テムズリンク・レールウェイ）
セント・パンクラス駅 - ファリンドン駅 - シティー・テムズリンク駅

### 将来
クロスレール
■クロスレール
トテナム・コート・ロード駅 - ファリンドン駅 - リバプール・ストリート駅

## ギャラリー

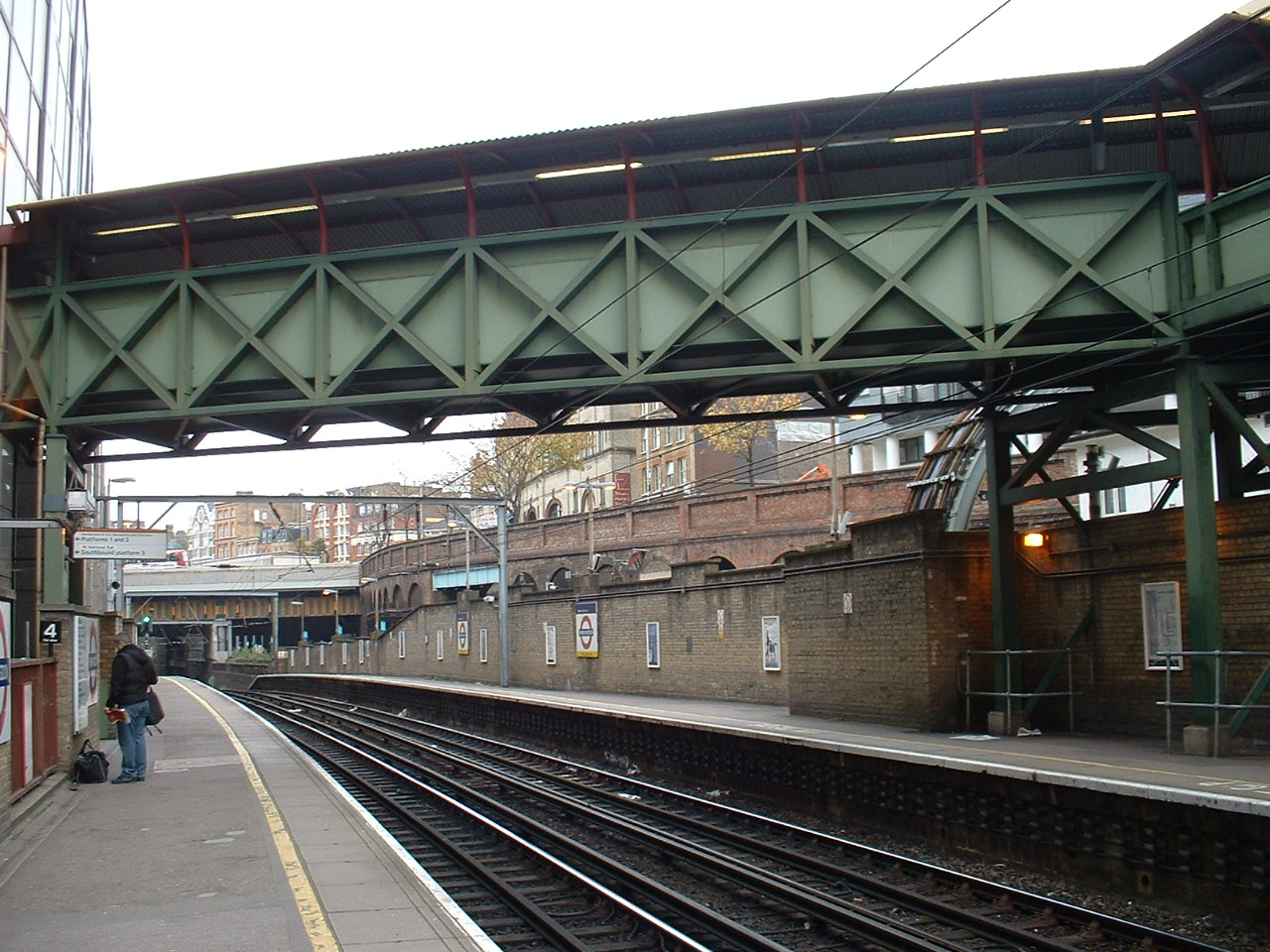
テムズリンクのホームの北方向を見る。
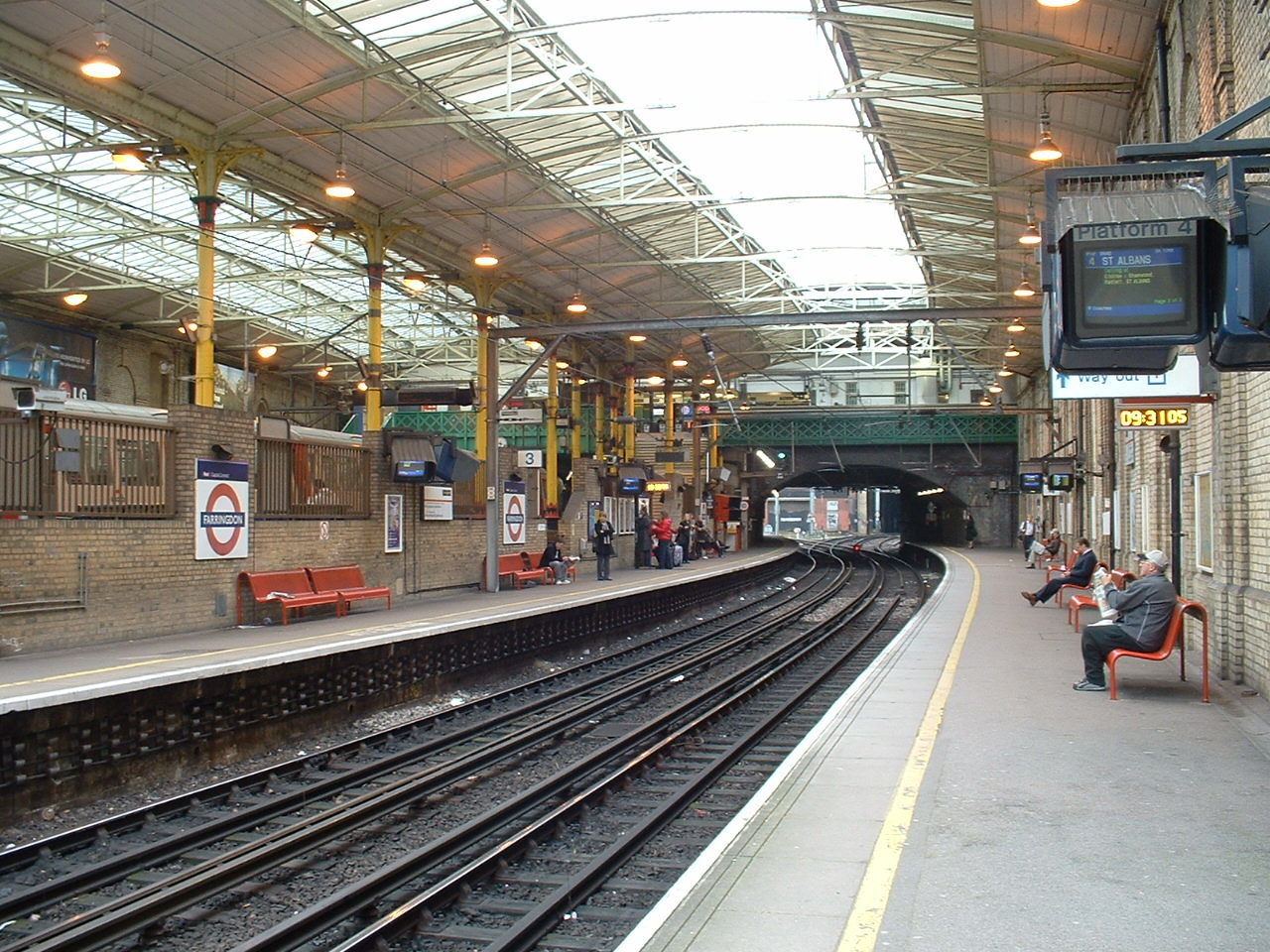
テムズリンクのホームの南方向を見る。
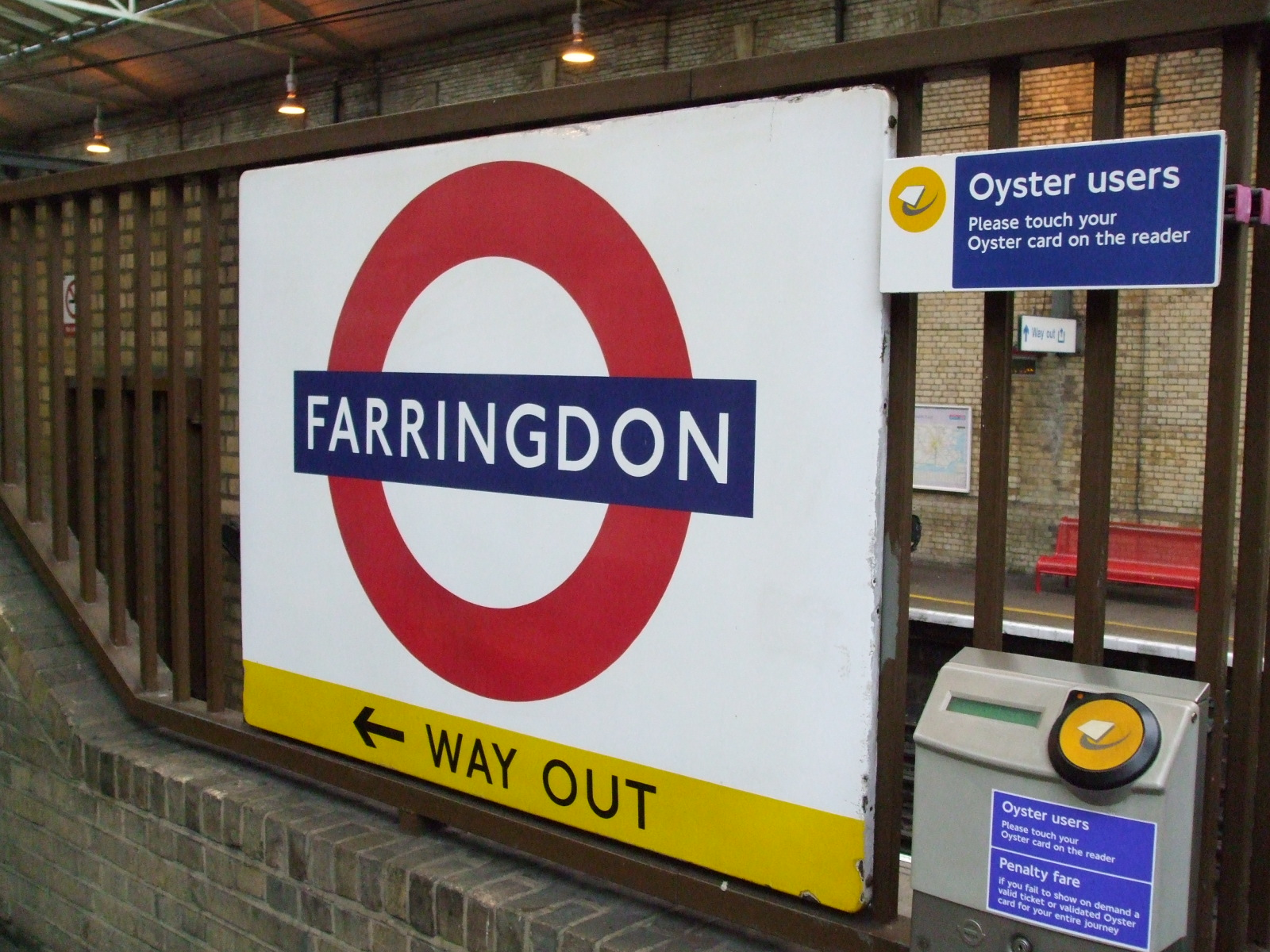
地下鉄ホームのラウンデル。
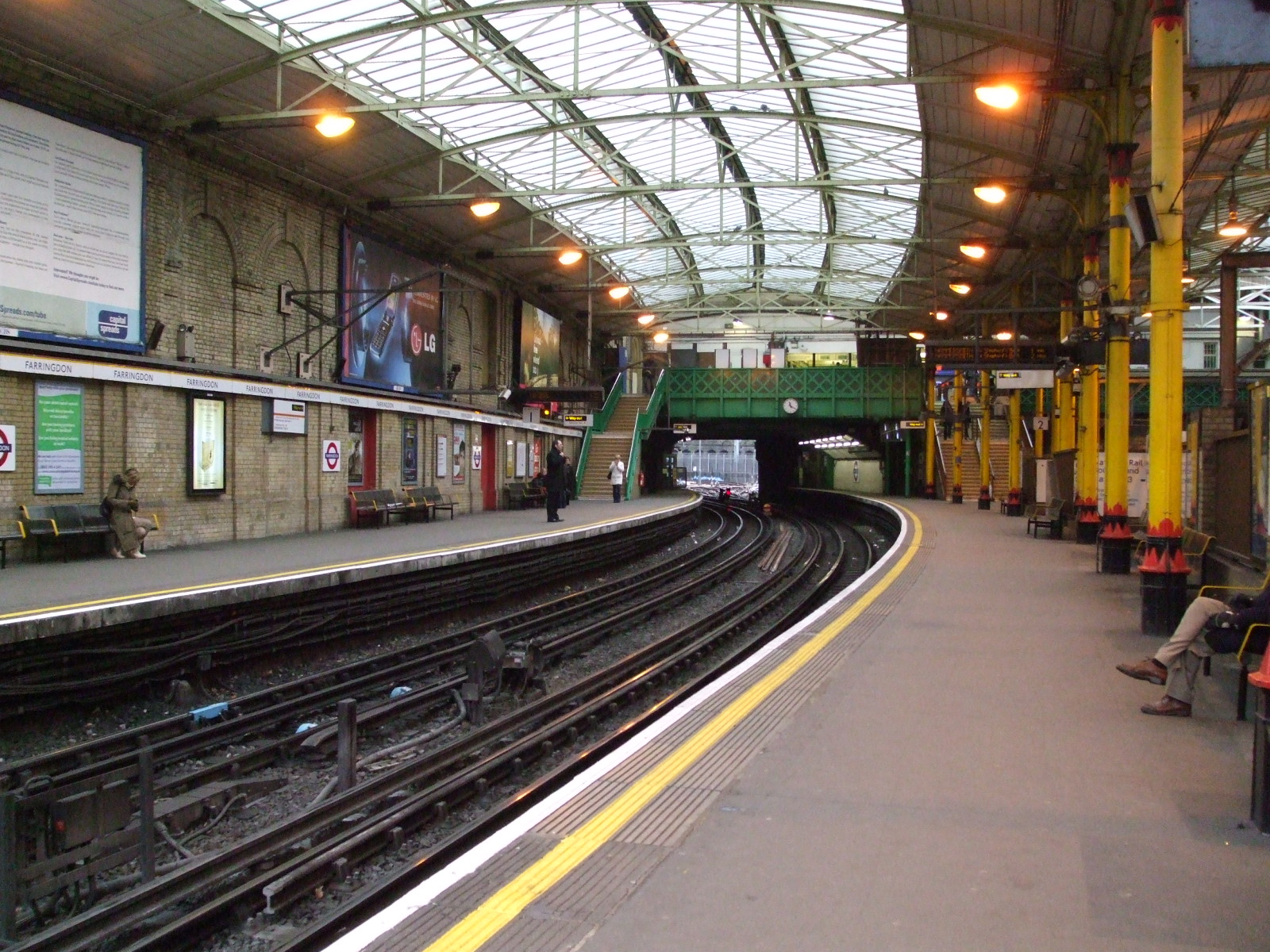
地下鉄の時計回りホームを見る。
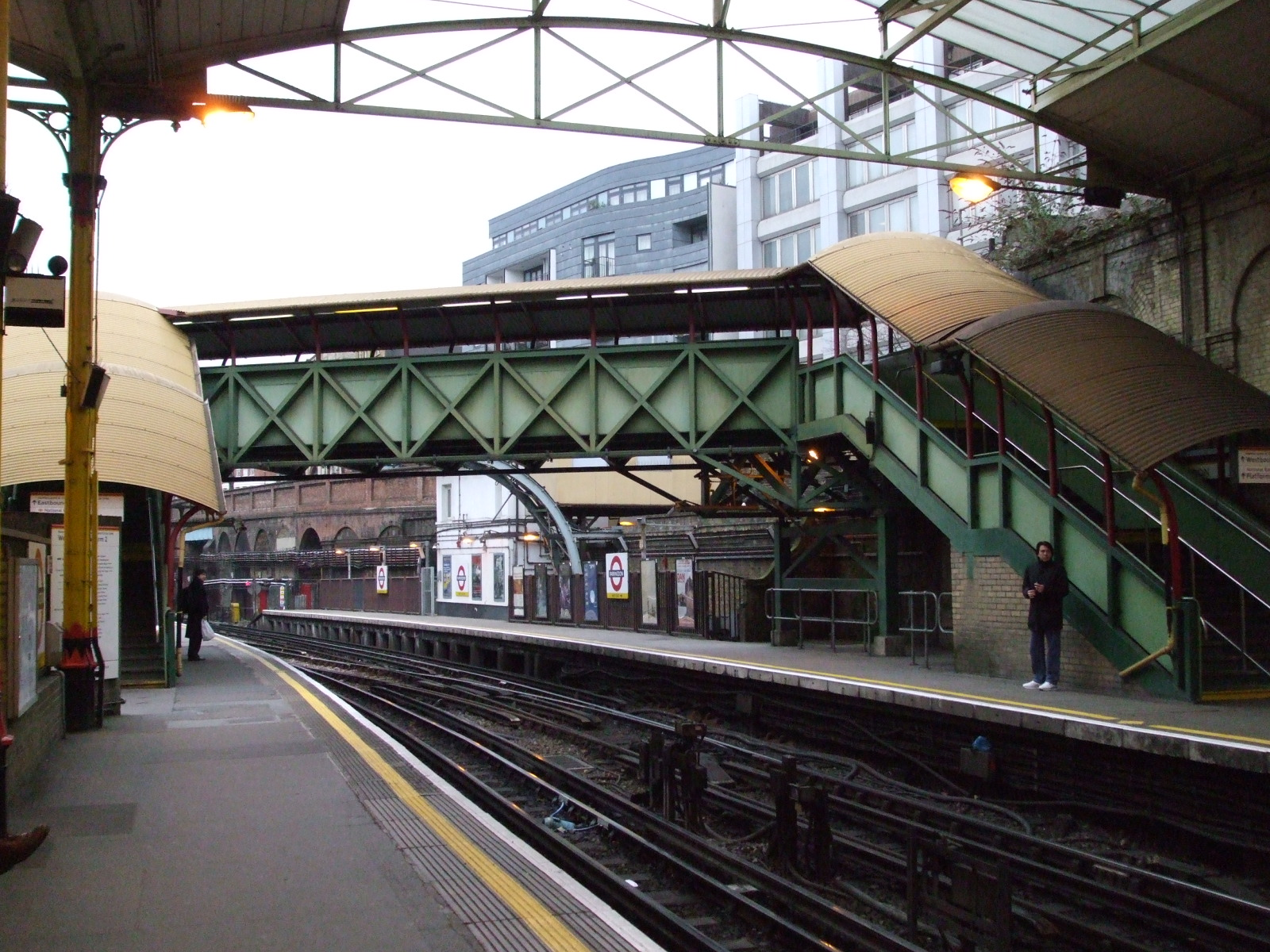
地下鉄の反時計回りホームを見る。

## 参照
1. ↑  “Step free Tube Guide” (PDF).  ロンドン交通局. 2015年6月3日時点のオリジナルよりアーカイブ。2016年2月28日閲覧。
2. ↑  “London and South East” (pdf).  ナショナル・レール (2006年9月). 2009年3月6日時点のオリジナルよりアーカイブ。2016年2月28日閲覧。
3. ↑  
Rose, Douglas (1999). The London Underground: A diagrammatic history. Capital Transport Publishing. ISBN 1854142194
4. ↑  Crossrail (PDF)  - Farringdon. 2006年10月28日
5. ↑  Crossrail website 2007年12月9日閲覧。